# 乌梅甘市镇
乌梅甘市镇（俄语：Умыганское муниципальное образование）是俄罗斯联邦伊尔库茨克州图伦区所属的一个市镇。其下辖有个居民点，行政中心为乌梅甘。据2016年统计，该市镇的人口为619人。